# 黃蜂58反坦克火箭筒
黄蜂58（英語：Wasp 58，「58」為火箭彈的直径）是一款最初由法国公司Luchaire SA於1980年代後期自行研製及生產的58毫米口徑无后座力反坦克火箭筒，發射以AC58槍榴彈的彈頭改進而成的58毫米反坦克火箭弹。
1980年代早期，Luchaire的銷售部門已經注意到輕型單兵反装甲／突擊武器的成本不斷上漲，導致軍隊可購置的裝備越來越少；這時需要一款可購置的成本僅略高於槍榴彈，但有著單兵火箭彈發射器般準確性和易用性都較高的新型單兵反裝甲／突擊武器。
而世界出口市場是Luchaire研發黃蜂58的主要考慮因素。

## 概述
黃蜂58是一款用於攻擊距離達400公尺的輕型裝甲車輛的直射火力武器。它也可以用於對付掩體或用作火力支援武器。黃蜂58亦是基於无后座力原理的單兵一次性武器系統。在點火時，推進劑使其向前方射出58毫米火箭彈，同時向後方噴出相對质量的塑料碎片以達到無後座力效應。由於它倆的尺寸、重量和空氣阻力的關係，塑料碎片在從發射器後部噴出1公尺以後就會分散起來並且失去任何速度；因此，黃蜂58的火箭彈藉由六枚尾翼穩定，而且尾翼們會在離開發射管以後隨即展開並且鎖定到位。
黃蜂58的設計者使得它的發射管輪廓小巧，而整體也就尺寸緊湊和操作簡單。加上以上的塑料碎片，使得它能夠在一個狹小、封閉的空間（建筑物、壕溝、碉堡或载具以內）裡較會產生筒後噴火的武器（無后座力炮、火箭彈發射器或反坦克导弹）安全地擊發武器；並且確保使用者免於發射以後因非常明亮的噴焰和／或揚起的塵土和煙霧而暴露其位置的風險。黃蜂58是由玻璃纖維增強塑料製成的密封式發射管所構成。黃蜂58的高爆反坦克反装甲彈頭是以法國軍隊和其他軍隊服役的58毫米AC58槍榴彈（法軍正式番號：Grenade à fusil antichar de 58 mm Mle F1 PAB）的彈頭為藍本，兩者都是由Luchaire SA公司所設計和生產，彈頭直径亦是58毫米。黃蜂58的反裝甲彈頭可貫穿高達400毫米的軋壓均質裝甲（RHA）或是高達800毫米的钢筋混凝土。雖然這對當今現代主戰坦克的正面交戰的貫穿力不足，但對於在第三世界裡廣泛服役的1980年代以前的主戰坦克的側面和尾部打擊而言卻已經足夠了，而且亦可用以從正面和側面打擊其他裝甲目標（比如輪式裝甲車輛或是輕型戰車）。黃蜂58不需要年度維護或特殊儲存，這與其他有這需要的輕兵器彈藥有所不同。當對250公尺和以下範圍以內的靜止目標發射時，黃蜂58的命中概率超過90％。
黃蜂58取得了在商業上的成功，生產了超過45萬具，當中包括了希臘為希腊陆军的特許生產型。目前，黃蜂58是西方國家各款當中生產成本最低的輕型反裝甲／突擊武器之一。它亦在法國軍隊特種作戰部隊當中服役。

## 使用國
- 法國：特種作戰部隊（英语：Special Operations Command (France)）。
- 希腊：希腊陆军。